# Friesenheim (Bas-Rhin)
Friesenheim település Franciaországban, Bas-Rhin megyében. Lakosainak száma 617 fő (2022. január 1.). Friesenheim Bindernheim, Boofzheim, Diebolsheim, Rhinau, Rossfeld és Witternheim községekkel határos. Átfolyik rajta a Rajna–Rhône-csatorna.

## Népesség
A település népességének változása:
| Lakosok száma | 628  | 623  | 627  | 627  | 622  | 618  | 613  | 614  | 617  |
|               | 2013 | 2015 | 2016 | 2017 | 2018 | 2019 | 2020 | 2021 | 2022 |

| Év       | 1962 | 1968 | 1975 | 1982 | 1990 | 1999 | 2007 |
| Lakosság | 455  | 459  | 444  | 476  | 507  | 494  | 658  |

## Templomok és kápolnák
- Szent Miklós-templom, 1737 körül épült
- Notre-Dame (Neunkirch), 1752 körül
- Szent Anna-kápolna (Neunkirch), 1891 körül

## Fordítás
Ez a szócikk részben vagy egészben  a   Friesenheim (Bas-Rhin) című német Wikipédia-szócikk fordításán alapul.  Az eredeti cikk szerkesztőit annak laptörténete sorolja fel. Ez a jelzés csupán a megfogalmazás eredetét és a szerzői jogokat jelzi, nem szolgál a cikkben szereplő információk forrásmegjelöléseként.